# Vakcentrale voor Professionals
De Vakcentrale voor Professionals (VCP) (tot 2014 de Vakcentrale MHP) is een vakcentrale met 270.000 leden in Nederland. De VCP wil de belangen van hoger opgeleide en leidinggevende werknemers in het bedrijfsleven en bij de overheid behartigen.
De Vakcentrale voor Professionals houdt zich bezig met het landelijk sociaal-economisch en maatschappelijk beleid, bijvoorbeeld in de Sociaal-Economische Raad (SER), de Stichting van de Arbeid, de Bankraad van De Nederlandsche Bank (DNB) en de Kamer van Koophandel in Nederland, en overlegt met bewindspersonen en Kamerleden.
De VCP bezet een van de 11 werknemerszetels in de Sociaal-Economische Raad.
Op het terrein van de bij de VCP aangesloten vakverenigingen liggen de directe belangenbehartiging van hun leden (bijvoorbeeld in ontslagzaken) en onderhandelingen over cao's en sociale plannen, dus daar houdt de centrale zich niet mee bezig.
De VCP heeft ongeveer 50 aangesloten verenigingen.
De "rechtstreeks aangesloten organisaties" zijn:
- Politievakbond ACP
- ANBO (belangenorganisatie voor ouderen) (sinds 2017)
- CMHF (Centrale van Middelbare en Hogere Functionarissen)
- De Unie (sinds 2017)
- Het Zwarte Corps (HZC) (bond van machinegebonden personeel)
- Synergo-vhp (sinds 1 januari 2015)
- UOV (Unie van onafhankelijke vakorganisaties) (sinds 2017)
- VKP (Vereniging van KLM Professionals)
- VHP2 (Vakbeweging voor hoogopgeleid technisch personeel)
- VHP Tata Steel (belangenorganisatie van Tata-medewerkers)
- VNV (Vereniging van Nederlandse Verkeersvliegers)

De Centrale van Middelbare en Hogere Functionarissen (CMHF) is een koepel van een aantal organisaties, met samen meer dan 50.000 leden. Twee daarvan zijn weer op hun beurt een federatie van kleinere verenigingen:
- Federatie van Onderwijsvakorganisaties (FvOv)
- GOV/MHB (Gezamenlijke OfficierenVerenigingen en Middelbaar en Hoger Burgerpersoneel bij Defensie)

De aangesloten verenigingen worden door de VCP ingedeeld in zeven platforms voor diverse economische sectoren.
Direct aangesloten met bijzonder lidmaatschap:
- Stichting Studeren & Werken Op Maat (SSWOM)
- Jong Rabo
- Stichting Nysa

De VCP maakt (met FNV en CNV) ook deel uit van het Europees Verbond van Vakverenigingen (EVV).